# Захід на посадку за приладами
Захід на посадку за приладами — захід на посадку з використанням радіонавігаційного обладнання.
Найбільш поширеною в авіації радіонавігаційною системою заходу на посадку за приладами є курсо-глісадна, яка в залежності від діапазону частот поділяється на мікрохвильову систему посадки та РТ-систему метрового діапазону.

## Історія
Системи посадки за приладами, засновані на радіонавігаційних принципах роботи, в найбільш розвинених країнах почали розробляти на початку 1930-х років. У США після успішних випробувань курсо-глісадної системи Адміністрація Цивільної Авіації уклала договір на її установку до 1941 року в 6 аеропортах країни. У 1945 році США використовували КГС на 9 цивільних аеродромах і 50 військових. Створена німцями в 1930-і роки КГС до 1938 року, крім самої Німеччини, продавалася по всьому світу і була встановлена, зокрема, в Данії, Швеції, Польщі, Чехословаччини, Угорщини, Австралії та Англії. Японія до війни розробила оптичну систему посадки для використання на авіаносцях. У Другу світову війну подібною системою на авіаносцях володіли тільки японці.
В СРСР першою серійною КГС була система посадки СП-50 «Материк», 1950 року, до складу якої входили ретранслятор РД-1, курсовий фазовий радіомаяк КРМ-Ф, глісадний радіомаяк ГРМ-1 і маркерні радіомаяки МРМ-48. Система СП-50 була встановлена в 1950-х роках на ряді аеродромів СРСР (як військових, так і цивільних), і дозволяла здійснювати посадку літаків Лі-2, Іл-12, Іл-14, Ту-4, Ту-16 при метеомінімумі 50х500 (висота нижньої межі хмар 50 м, дальність видимості на ЗПС 500 м).